# Oakman
Oakman – miasto w Stanach Zjednoczonych, w stanie Alabama, w hrabstwie Walker. W roku 2023 miasto zamieszkiwało 751 osób, a gęstość zaludnienia wynosiła 92,7 osoby/km².